# 奥雷 (科多尔省)
奥雷（法語：Orret，法語發音：[ɔʁɛ]）是法国科多尔省的一个市镇，位于该省中部略偏北，属于蒙巴尔区。

## 地理
奥雷（47°35'53"N, 4°41'39"E）面积11.37 平方千米，位于法国勃艮第-弗朗什-孔泰大區科多尔省，该省份为法国中东部省份，北起奥布省，西接涅夫勒省和约讷省，南至索恩-卢瓦尔省，东南接汝拉省，东临上索恩省，东北部与上马恩省接壤。
与奥雷接壤的市镇（或旧市镇、城区）包括：迪埃姆、普瓦瑟勒城和拉佩里耶尔、拜尼厄莱瑞夫、埃塔朗特、瓦尼。

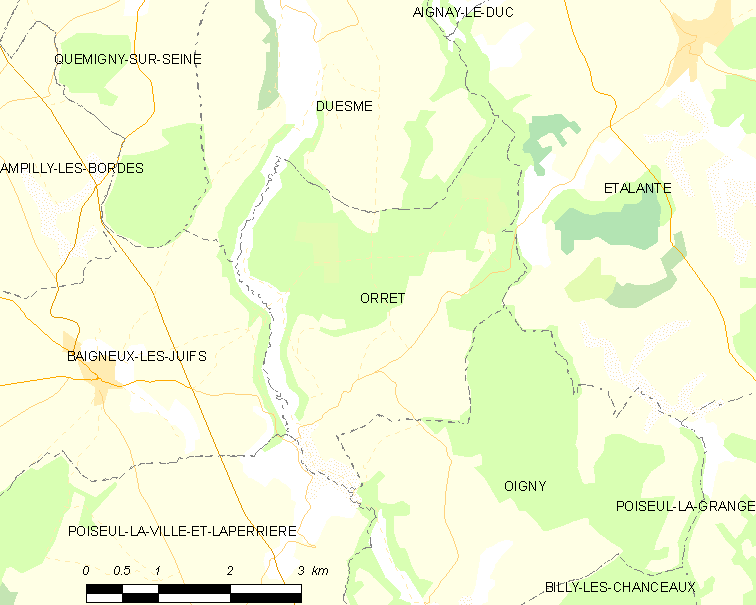
的OSM定位图

奥雷的时区为UTC+01:00、UTC+02:00（夏令时）。

## 行政
奥雷的邮政编码为21450，INSEE市镇编码为21471。

## 政治
奥雷所属的省级选区为塞纳河畔沙蒂永县。

## 人口

1962-2008年间人口变化图示

奥雷于2022年1月1日时的人口数量为12人。